# Brijunski plenum
Brijunski plenum je naziv za IV. plenum CK SKJ održan 1. srpnja 1966., na kojemu je uklonjen s položaja potpredsjednika SFRJ Aleksandar Ranković te ograničena velika moć Službe državne sigurnosti (SDB-a, bivše UDB-e). Ovim plenumom započeo je proces liberalizacije političkog i ekonomskog života i ekonomsko-političke reforme.
Proces liberalizacije političkog i ekonomskog života zaustavljen je 1968. ponovno intervencijom Službe državne sigurnosti u gušenju studentskih nemira. Za Hrvatskog proljeća 1971. i 1972. služba se ponovno eksponirala kao najvažniji element državne represije. Definitivno su učinci Brijunskog plenuma poništeni obnovom dogmatizma 1972.